# Trehörningen, Tyresta
Trehörningen är en insjö i Tyresta nationalpark i Tyresö kommun. Sjön ingår i Åvaåns sjösystem.
Tillrinning till sjön sker från omgivande marker och avrinning sker till Långsjön, varifrån avrinningen fortsätter via Mörtsjön, Stensjön, Lanan, Nedre Dammen, och Åvaån till Åvaviken i Östersjön.